# Phyllodoce glanduliflora
Phyllodoce glanduliflora är en ljungväxtart som först beskrevs av William Jackson Hooker, och fick sitt nu gällande namn av Frederick Vernon Coville. Phyllodoce glanduliflora ingår i släktet lappljungssläktet, och familjen ljungväxter. Inga underarter finns listade i Catalogue of Life.

## Bildgalleri

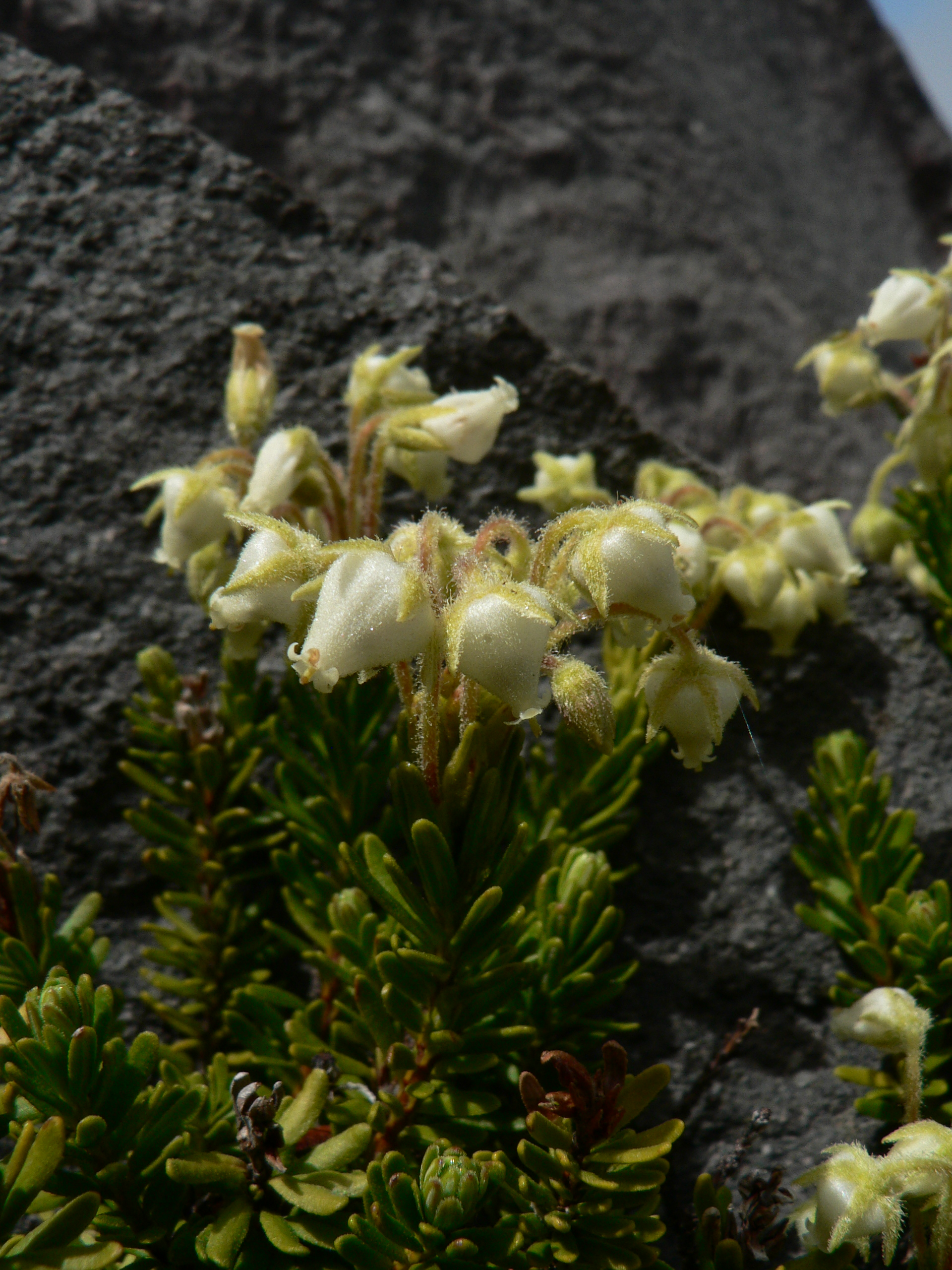
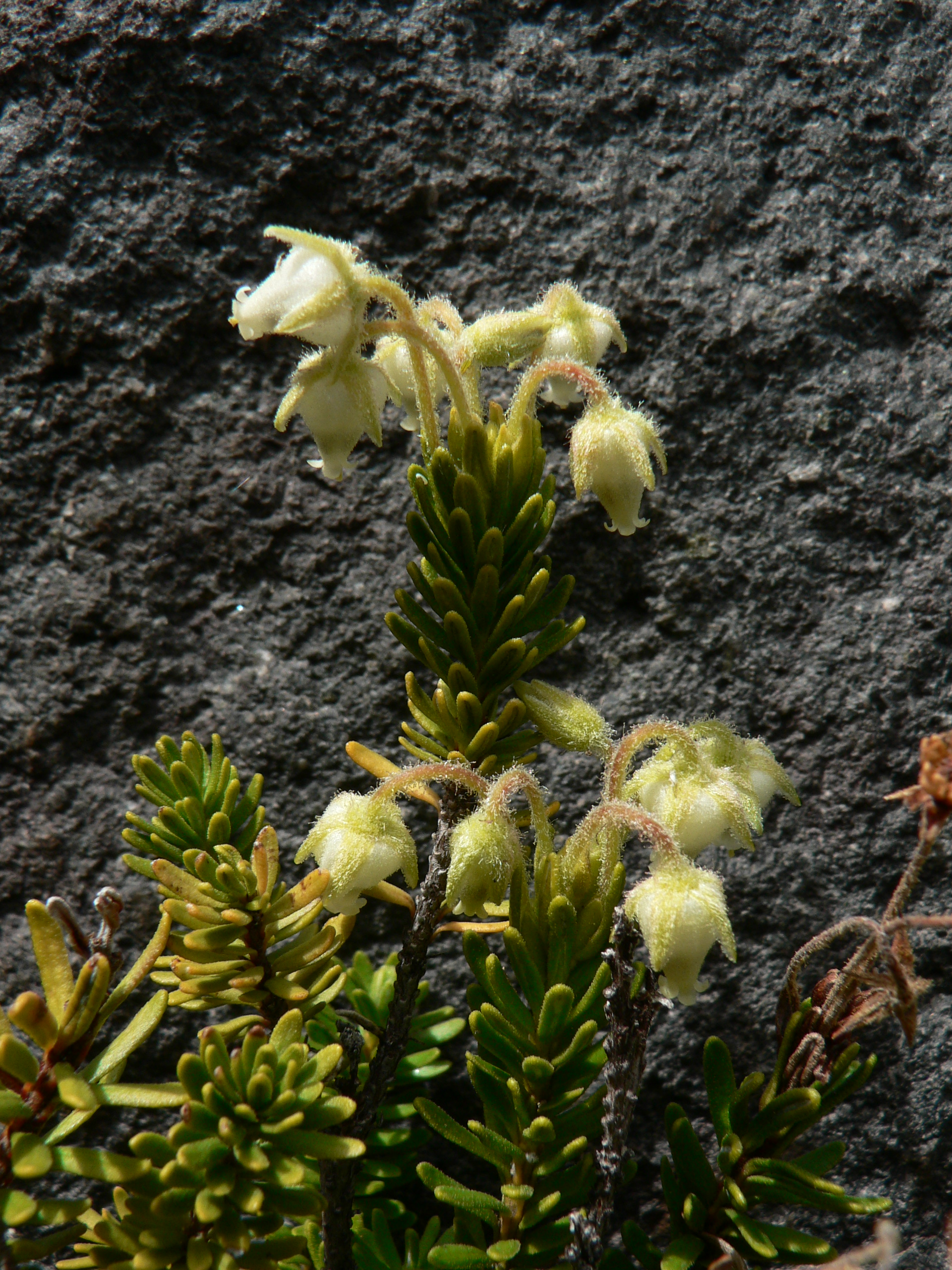
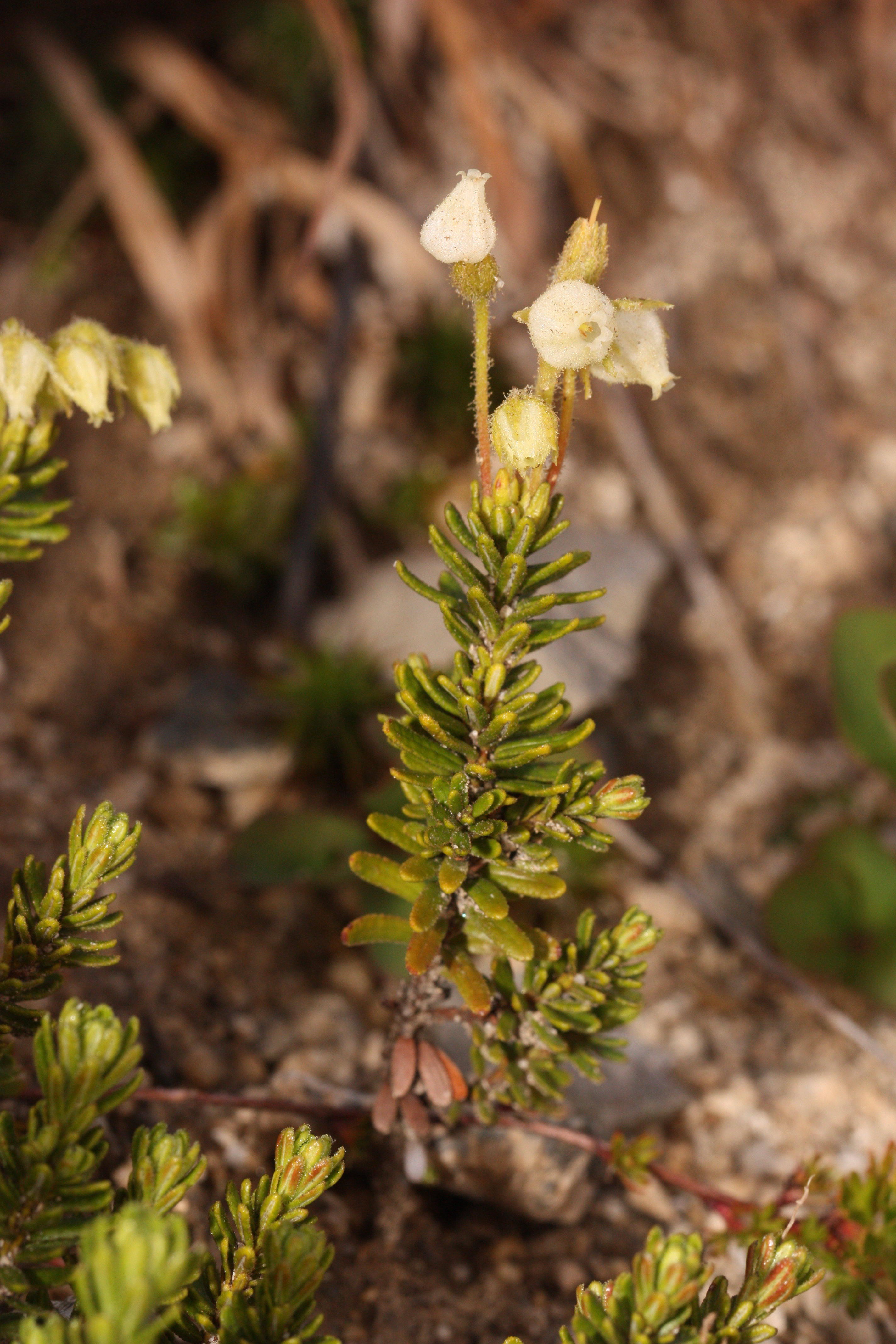
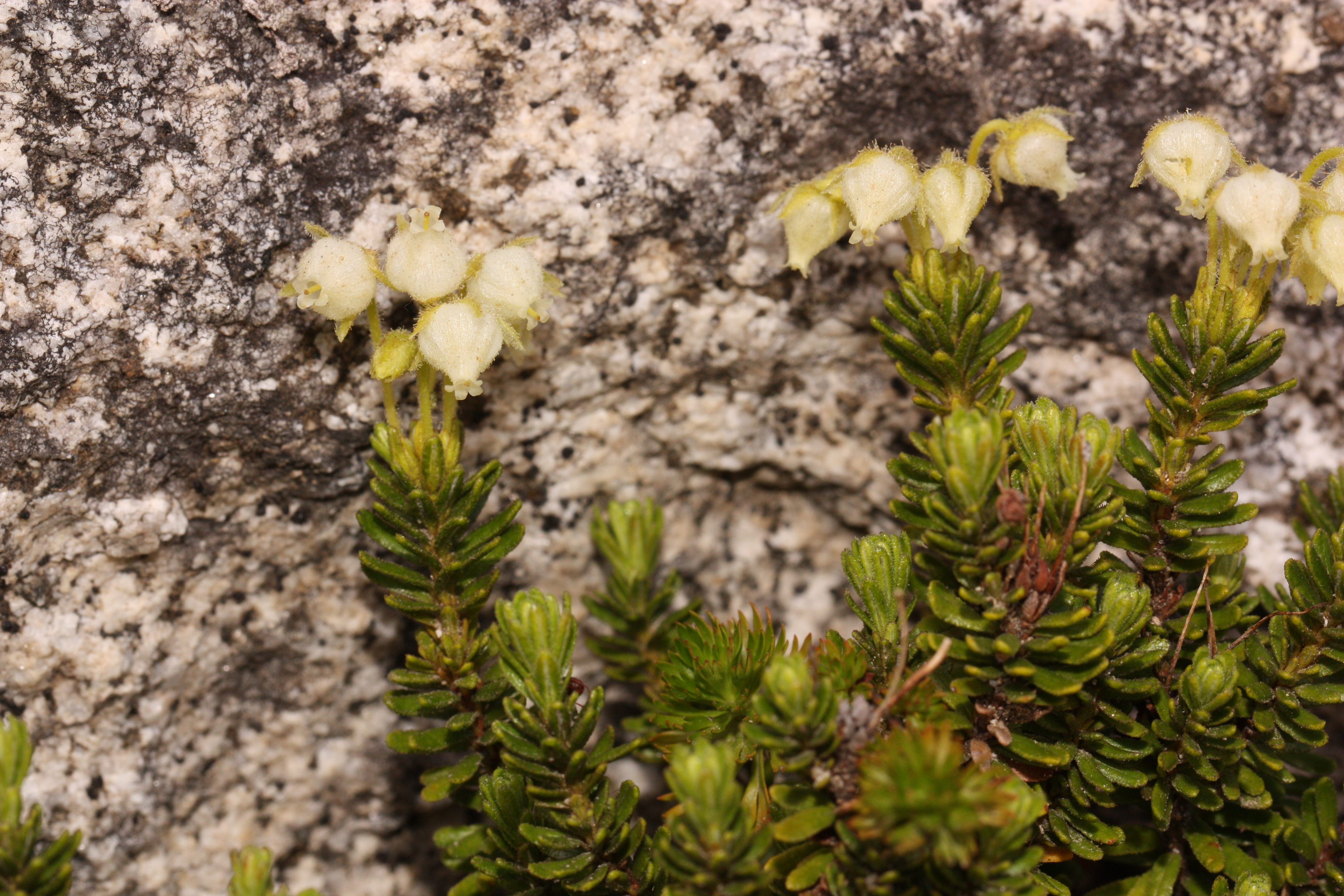
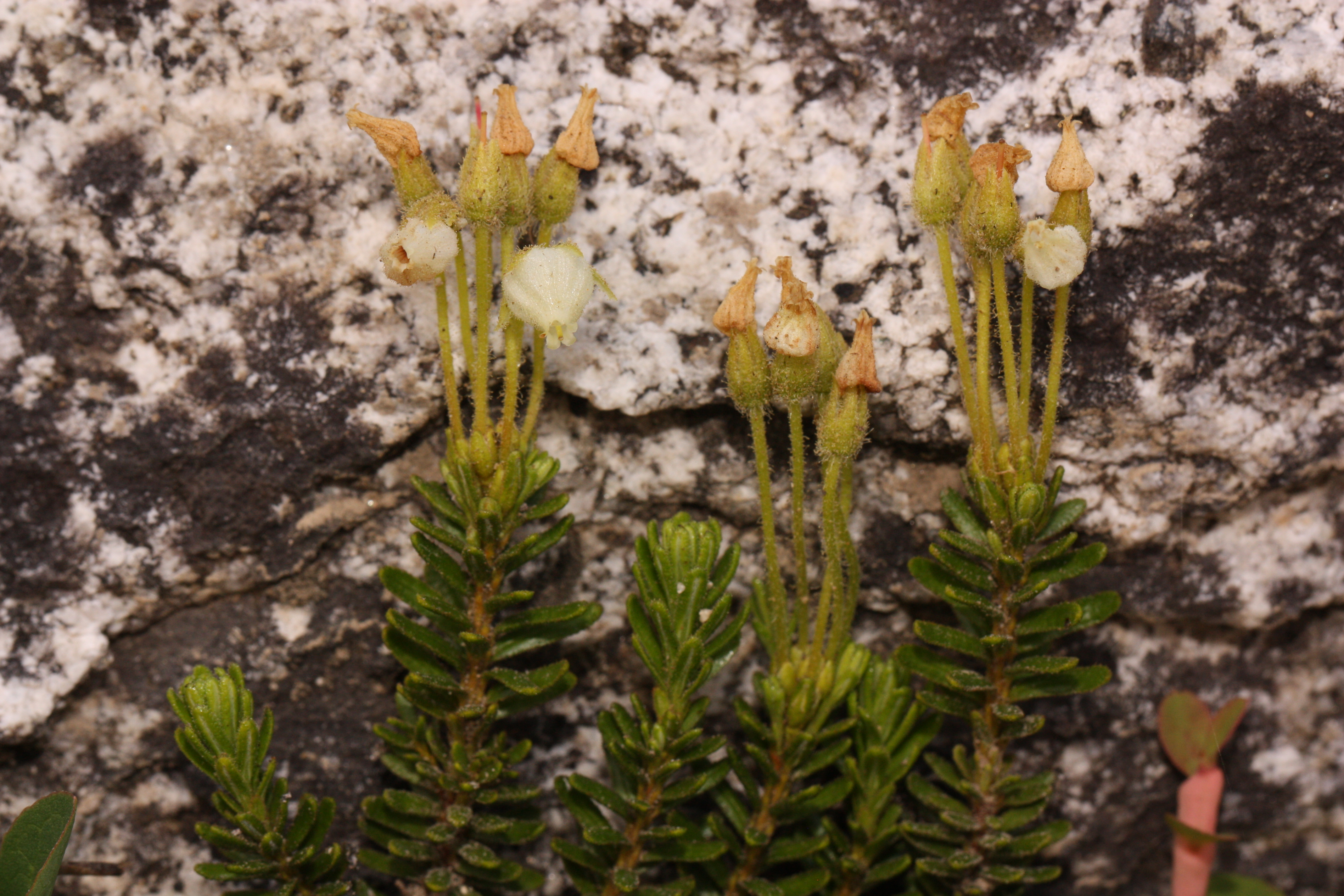
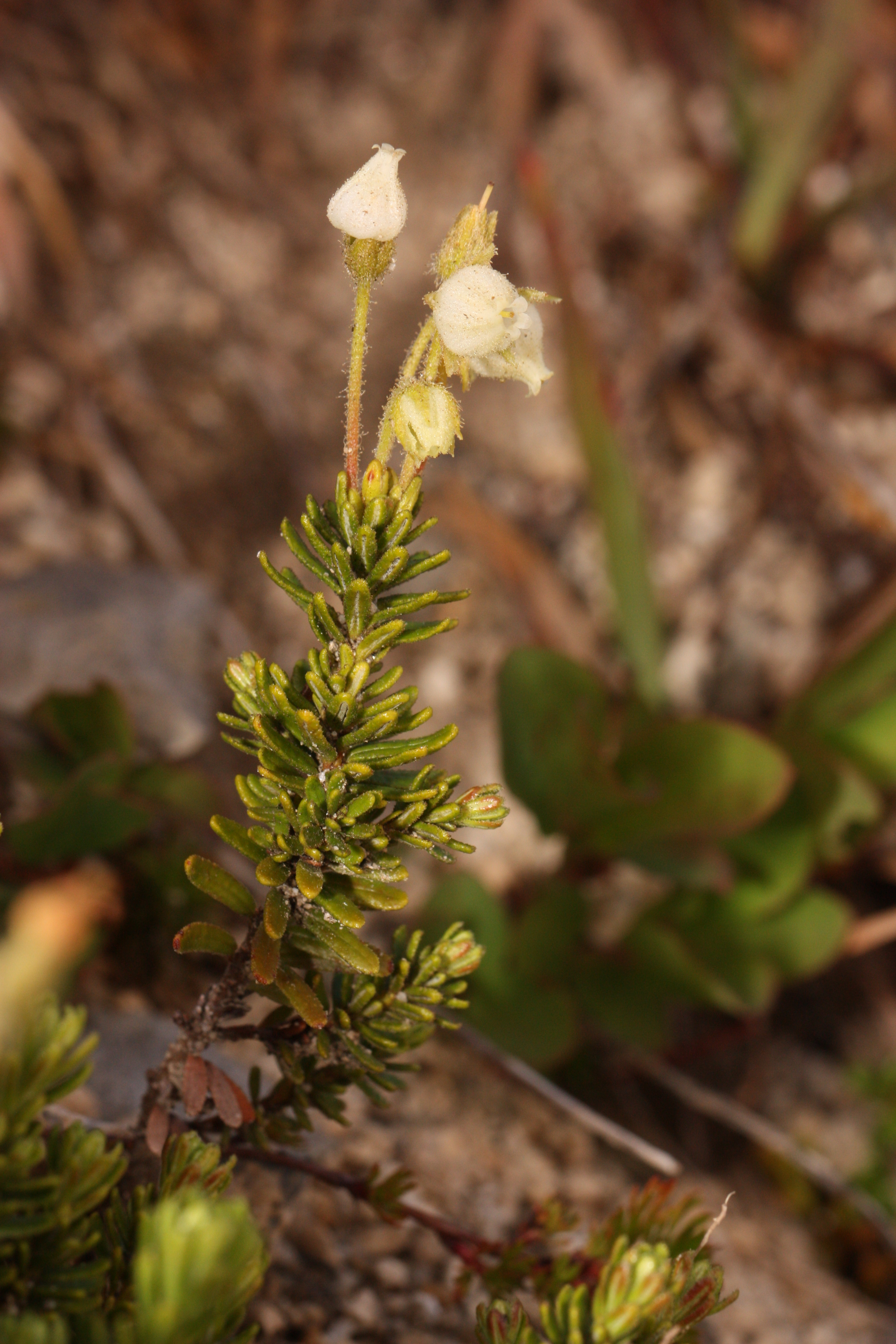